# Hieracium pljesevicae
Hieracium pljesevicae là một loài thực vật có hoa trong họ Cúc. Loài này được (Degen & Zahn) Niketić mô tả khoa học đầu tiên năm 2003.